# Тодушек, Алоиз
Алоиз Тодушек (нем. Alois Toduschek, 2 февраля 1885 — ?) — австро-венгерский борец греко-римского стиля, чемпион мира.

## Биография
Родился в 1885 году в Нове-Место-на-Мораве. В 1908 году завоевал серебряную медаль чемпионата мира. В 1909 году стал чемпионом мира и победителем Центральноевропейского первенства. В 1910 и 1911 годах побеждал на неофициальных чемпионатах мира. В 1912 году принял участие в Олимпийских играх в Стокгольме, но неудачно. В 1914 году занял 2-е место на неофициальном чемпионате Европы.